# Vladyslav Vachtchouk
Pour les articles homonymes, voir Vachtchouk.
Vladyslav Viktorovytch Vachtchouk (en ukrainien : Ващук Владислав Вікторович) est un footballeur ukrainien né le 2 janvier 1975 à Kiev. Il a principalement joué au poste de défenseur central.

## Carrière

### En club
- 1993-2003 : Dynamo Kiev -  Ukraine
- 2003-2004 : Dynamo Moscou -  Russie
- 2004-2005 : Tchernomorets Odessa -  Ukraine
- 2005-2008 : Dynamo Kiev -  Ukraine
- 2008-2009 : FK Lviv -  Ukraine
- 2009-2010 : Tchernomorets Odessa -  Ukraine
- 2010-2011 : Volyn Lutsk -  Ukraine

### En équipe nationale
Il a sa première cape internationale en 1996. Il compte 63 sélections jusqu'en 2007.
Vashchuk participe à la coupe du monde 2006 avec l'équipe d'Ukraine.

## Palmarès
- Vainqueur de la coupe d'Ukraine en 2006